# Soy un fugitivo
Soy un fugitivo (título original en inglés: I Am a Fugitive from a Chain Gang) es una película estadounidense de 1932 dirigida por Mervyn LeRoy y protagonizada por Paul Muni.
La película se basó en la novela autobiográfica de Richard E. Burns. Plantea el dilema entre la cárcel como castigo y venganza de una sociedad ante quien la ha atacado y el factor de reinserción social que debe suponer. Denuncia el sistema carcelario estadounidense del período de entreguerras, mostrando que con ese modo de tratar a los delincuentes no sólo no se consigue recuperar a las personas implicadas sino que además aquellos que (como en el caso de Soy un fugitivo) entran siendo inocentes, acaban convirtiéndose en auténticos criminales. Por otro lado, de modo sutil se plantea la cuestión de si acaso no se ceba la sociedad en penas desproporcionadas en aquellos delincuentes menores para evitar ocuparse de los verdaderos criminales.

## Argumento
La película desarrolla la vida de James Allen, un excombatiente condecorado en la I Guerra Mundial que, a su regreso de la guerra busca, sin demasiada suerte, un trabajo. No consigue adaptarse a su regreso a la comunidad en la que creció y acaba teniendo que irse a vivir a un albergue para pobres, parados y excombatientes sin trabajo. Pero, sin ser en realidad responsable, se ve implicado en un atraco en el que muere una persona. A pesar de su inocencia se le condena a diez años de trabajos forzados. Allen escapará dos veces.

## Reparto
| Actor            | Personaje     |
| ---------------- | ------------- |
| Paul Muni        | James Allen   |
| Glenda Farrell   | Marie         |
| Helen Vinson     | Helen         |
| Noel Francis     | Linda         |
| Preston Foster   | Pete          |
| Allen Jenkins    | Barney Sykes  |
| Berton Churchill | Juez          |
| Edward Ellis     | Bombero Wells |
| Sally Blane      | Alice         |
| Louise Carter    | Sra. Allen    |
| Hale Hamilton    | Rev. Allen    |

## Galardones
6.ª ceremonia de los Premios Óscar
| Premio         | Candidato       | Resultado |
| -------------- | --------------- | --------- |
| Mejor película | Soy un fugitivo | Nominada  |
| Mejor actor    | Paul Muni       | Nominado  |
| Mejor sonido   | Nathan Levinson | Nominado  |

National Board of Review
| Reconocimiento | Candidata       | Resultado |
| -------------- | --------------- | --------- |
| Mejor película | Soy un fugitivo | Ganadora  |